# Várzea da Roça
Várzea da Roça este un oraș și o municipalitate din statul Bahia (BA) din Brazilia.